# Cohors II Treverorum
Die Cohors II Treverorum [Antoniniana] [Maximiniana] [Severiana] (deutsch 2. Kohorte der Treverer [die Antoninianische] [Maximinianische] [die Severianische]) war eine römische Auxiliareinheit. Sie ist durch Inschriften belegt.

## Namensbestandteile
- Treverorum: [der] Treverer. Die Soldaten der Kohorte wurden bei Aufstellung der Einheit aus dem keltischen Volksstamm der Treverer rekrutiert.

- Antoniniana: die Antoninianische. Eine Ehrenbezeichnung, die sich auf Caracalla (211–217) bezieht. Der Zusatz kommt in den Inschriften (CIL 13, 7616, CIL 13, 7617) vor.

- Maximiniana: die Maximinianische. Eine Ehrenbezeichnung, die sich auf Maximinus Thrax (235–238) bezieht. Der Zusatz kommt in der Inschrift (CIL 13, 11971) vor.

- Severiana: die Severianische. Eine Ehrenbezeichnung, die sich auf Severus Alexander (222–235) bezieht. Der Zusatz kommt in der Inschrift (CIL 13, 7618) vor.

Da es keine Hinweise auf die Namenszusätze milliaria (1000 Mann) und equitata (teilberitten) gibt, ist davon auszugehen, dass es sich um eine reine Infanterie-Kohorte, eine Cohors (quingenaria) peditata, handelt. Die Sollstärke der Einheit lag bei 480 Mann, bestehend aus 6 Centurien mit jeweils 80 Mann.

## Geschichte
Die Kohorte wurde wahrscheinlich erst Anfang des 3. Jhds. aufgestellt.

## Standorte
Standorte der Kohorte in Germania superior waren möglicherweise:
- Kastell Holzhausen[A 1]
- Kastell Zugmantel[A 1]

Laut John Spaul war die Kohorte vermutlich auf die beiden Kastelle aufgeteilt; er hält es aber auch für möglich, dass es sich bei den Besatzungen um zwei verschiedene Kohorten von Treverern handelt.

## Angehörige der Kohorte
Ein Angehöriger der Kohorte, Fl(avius) [Pate]rnius, ist durch die Inschrift (CIL 13, 7615) bekannt. Er war möglicherweise der Kommandeur der Einheit.